# حجم مولی

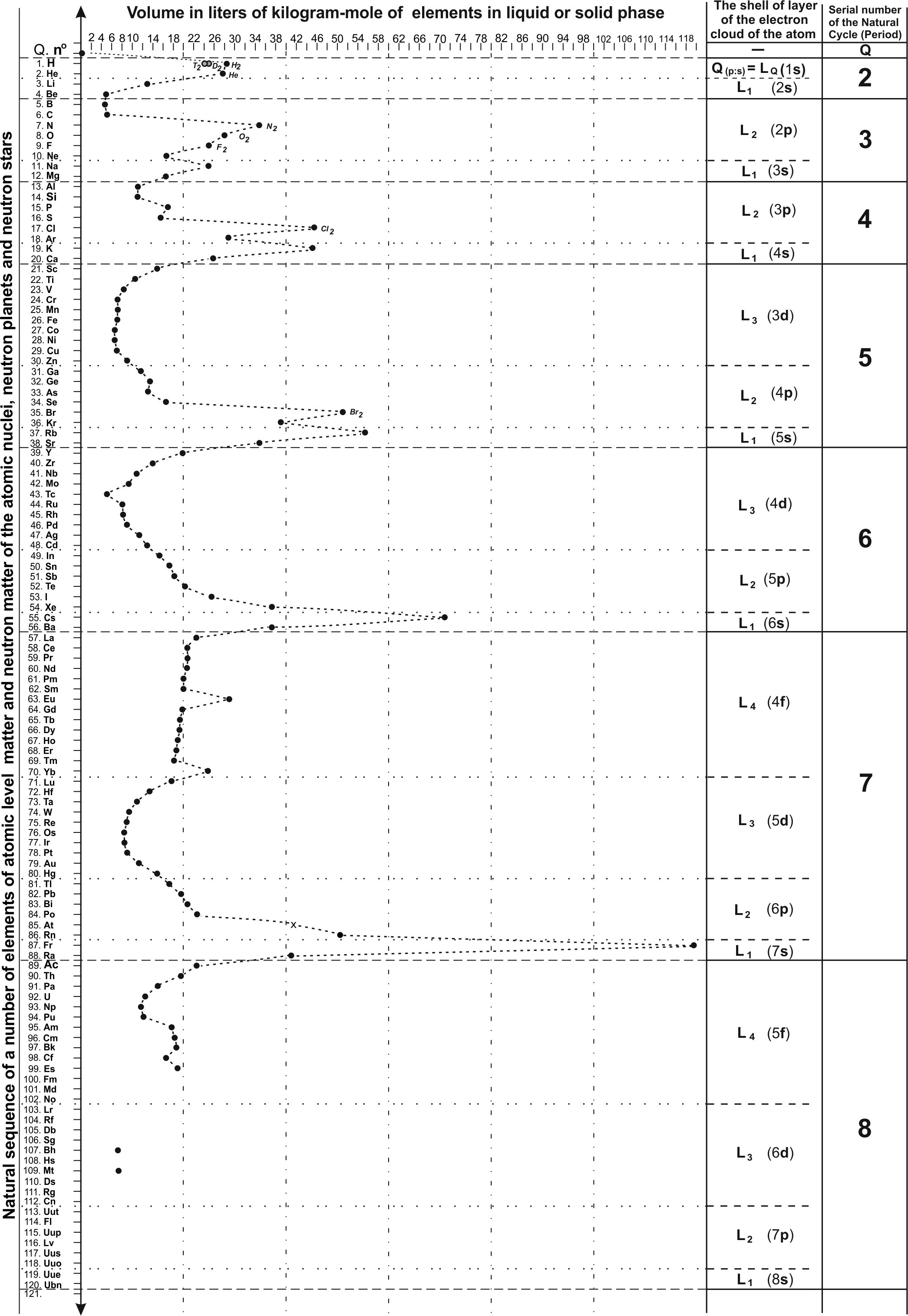
جدول حجم مولی عناصر به صورت مایع یا جامد

حجم مولی با نشان Vm، یک یکای حجمی، و حجم هر ماده‌ای (چه عنصر شیمیایی یا ترکیب شیمیایی) در شرایط استاندارد دما و فشار؛ (دمای صفر درجهٔ سلسیوس یا ۲۷۳ کلوین و فشار ۱ اتمسفر) است. چنین حجمی را که ۱ یکای شمارشیِ مول از هر ماده به خود اختصاص می‌دهد به آن حجم مولی آن ماده می‌گویند.
حجم مولیِ یک ماده از تقسیم جرم مولیِ (M) آن ماده بر چگالیِ (ρ) آن ماده به دست می‌آید. هرچند که یکای حجم مولی در دستگاه بین‌المللی یکاها متر مکعب/مول (m3/mol) است، عملاً در مورد گازها دسی‌متر مکعب/مول (dm3/mol)، و برای مواد جامد و مایع از (cm3/mol) استفاده می‌شود.